# Ćarsadda
Ćarsadda (paszto/urdu: چارسده) – miasto w Pakistanie, w prowincji Chajber Pasztunchwa. W 2017 roku liczyło 114 565 mieszkańców.